# Consell Regional del Llemosí

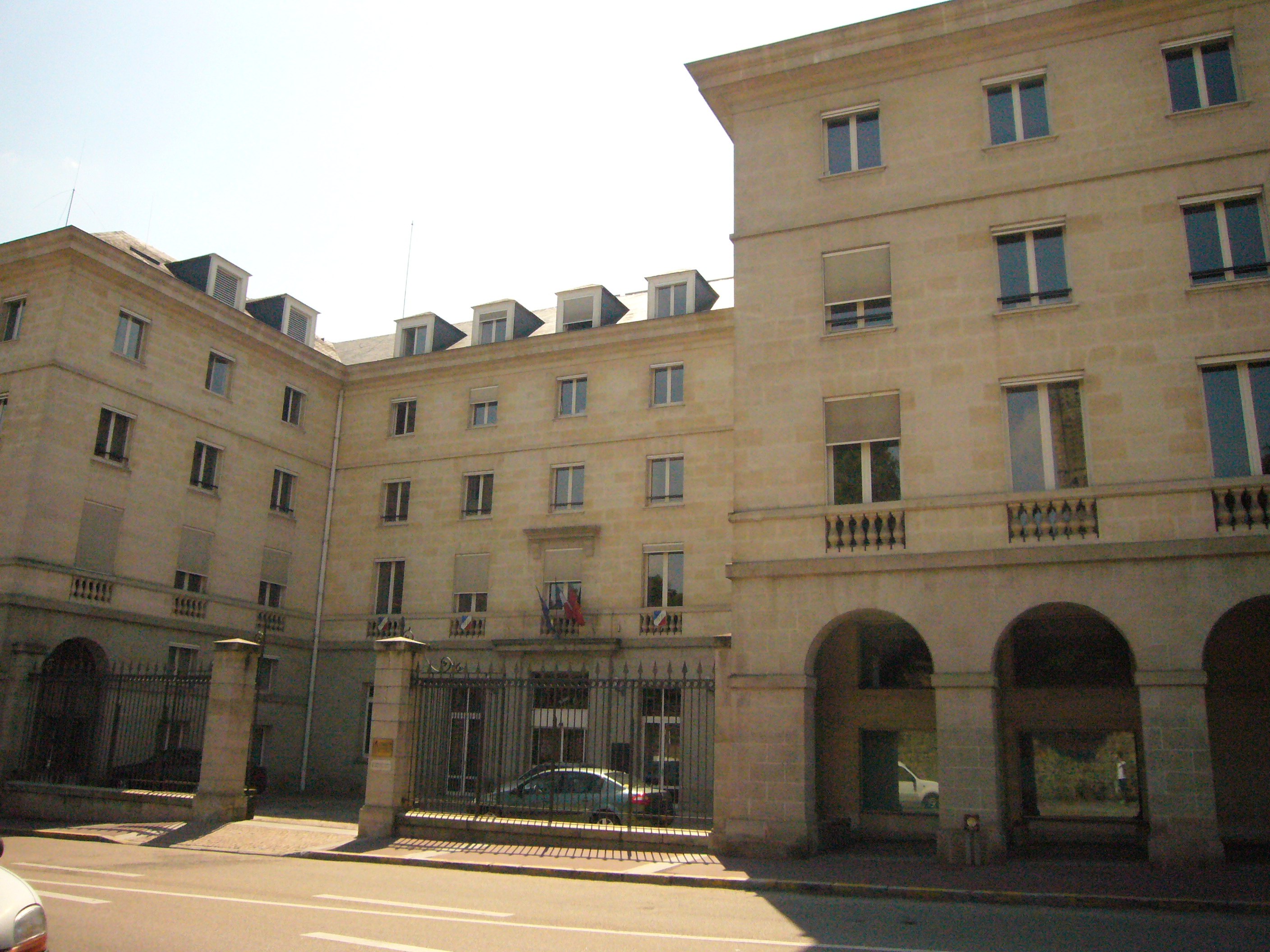
Seu regional a Llemotges

El Consell Regional del Llemosí (Conselh Regionau del Lemosin en occità) és una assemblea elegida que dirigeix la regió del Llemosí. És compost per 43 membres: 15 per la Corresa, 7 per Cruesa i 21 per l'Alta Viena.
És encarregat de fer aplicar al país les lleis fetes i aprovades a París, però no té cap mena de poder legislatiu independent ni operativitat pròpia. La seu del Consell Regional fou construïda entre 1986 i 1988 amb disseny de l'arquitecte Christian Langlois.

## Resultats de lesEleccions regionals franceses

### Primera volta
| Tendència | Tendència                    | 1986 | 1992 | 1998 | 2004  | 2010  |
| --------- | ---------------------------- | ---- | ---- | ---- | ----- | ----- |
|           | PCF-Front de Gauche          | ?    | ?    | ?    | 6,6%  | 14,7% |
|           | PS i aliats                  | ?    | ?    | ?    | 41,1% | 38,1% |
|           | Verts-Europa Ecologia        | ?    | ?    | ?    | 6,0%  | 9,7%  |
|           | UDF-MoDem                    | ?    | ?    | ?    | 8,3%  | 3,6%  |
|           | RPR-UMP-Majoria presidencial | ?    | ?    | ?    | 23,3% | 24,2% |
|           | Extrema dreta                | ?    | ?    | ?    | 9,3%  | 7,8%  |
|           | Altres                       | ?    | ?    | ?    | 5,3%  | 2,0%  |

## Composició del Consell Regional 2010
| Departament | Llista Front de gauche-NPA                                    | Llista (PS-PCF-PRG-ADS) + Europe Écologie | Llista UMP                                                                                           |
| ----------- | ------------------------------------------------------------- | --- | --- |
| Corresa     | Véronique Momenteau (NPA) Christian Audouin (PCF)             | Patricia Bordas (PS) Bernard Roux (PS) Nathalie Delcouderc-Juillard (PS) Marc Horvat (SE) Christèle Coursat (PS) Claude Tremouille (PS) Shamira Kasri (PS) Alain Lagarde (PS) Michèle Reliat (PS) | Francis Comby (UMP) Frédérique Meunier (PR) Jean-Pierre Tronche (UMP) Françoise Beziat (SE)          |
| Cruesa      | Laurence Pache (PG)                                           | Armelle Martin (PS) Gilbert Pallier (PS) Sylvie Aucouturier-Vaugelade (PS) Jean-Bernard Damiens (Les Verts) | Vincent Turpinat (UMP) Michelle Suchaud (UMP)                                                        |
| Alta Viena  | Joël Ratier (PCF) Pascale Rome (PCF) Stéphane Lajaumont (NPA) | Jean-Paul Denanot (PS) Andréa Soyer (PS) Gérard Vandenbroucke (PS) Catherine Beaubatie (PS) Stéphane Cambou (PS) Ghislaine Jeannot-Pagès (Les Verts) Gérard Audouze (PS) Jacqueline Lhomme-Léoment (ADS) Jean-Marie Rougier (PS) Catherine L'Official (PS) Philippe Reilhac (PS) Sylvie Achard (PS) Jean Daniel (Moviment Ecologista Llemosí) Dominique Normand (Les Verts) | Raymond Archer (UMP) Marie-Claude Lainez (PR) Jean-Paul Adenis (SE) Nathalie Villeneuve-Delage (UMP) |

L'assemblea regional és organitzada per 5 grups polítics :
- Grup socialista (21 consellers, majoria)
- Grup UMP i associats (10 consellers, oposició)
- Grup Limousin Terre de gauche (6 consellers, oposició)
- Grup Europe Écologie (4 consellers, majoria)
- Grup ADS-MEL (2 consellers, majoria)

### Composició del Consell Regional (2004)
- PS: 20 escons
- UMP: 10 escons
- PCF: 6 escons
- Les Verts: 3 escons
- ADS-CAP: 2 escons
- UDF: 2 escons
- Moviment Ecologista : 1 escó

## Presidents del Consell regional
- André Chandernagor (1974-1981)
- Louis Longequeue (1981-1986)
- Robert Savy (1986-2004)
- Jean-Paul Denanot (2004-)